# Црква Рођења Пресвете Богородице у Димитровграду
Црква Рођења Пресвете Богородице  у Димитровграду, налази се на око 25 km од Пирота и припада Епархији нишкој Српске православне цркве. Саграђена је 1894. године, а слави рођење Богородице Марије.

## Историјат
Крајем деветнаестог века Цариброд је почео убрзано да се развија. Недостатак цркве била је једна од главних брига за локалне власти након изградње школе. На састанку општинског већа 15. јула 1888. године, град је одлучио да изгради цркву и да формира комисију која ће се бавити овим питањем. У лето 1890. иницијатива је подржана са 1.000 лева од стране Министарства спољних послова и религија Бугарске, јер је тада Димитровград био део Бугарске. Министарство је 1893. године издвојило 10.000 лева, а наредне године 5.000 лева. Црква је завршена 1894. године..